# Yvan Guilini
Yvan Guilini (Brugge, 30 mei 1946) is een Belgische componist, producer, radiomaker en organist.
Guilini leerde op jonge leeftijd piano spelen, maar schakelde rond zijn achttiende over op hammondorgel. Hij creëerde een eigen stijl, een mix van jazz en klassiek. In 1969 begon hij aan een wereldtournee die hem in 28 landen bracht. Zijn commerciële doorbraak kwam er in 1976 met de hit Winter Memories, waarvan alleen al in België meer dan 100.000 exemplaren werden verkocht. Later volgden nog Romantica, Prelude de la mer, L’inconnu, Long time ago, Jet fly me to Japan en recenter Sunny groove. Na een optreden op Jazz Bilzen kreeg hij op Radio 2 (toen BRT 2) acht jaar lang zijn eigen radioprogramma, waarin hij eigen songs en hits van collega's speelde. Guilini ging later muzikaal samenwerken met dochter Carolina, eigenares van platenfirma Game Records.
In 2020 bracht Yvan Guilini nog een nieuw album Music forever uit op Game Records.